# Hôtel Biron
L'Hôtel Biron és un hôtel particulier situat a la Rue de Varenne de París. Va ser construït el 1728 per l'arquitecte Jean Aubert en un parc de tres hectàrees. Va ser comprat per Louis Antoine de Gontaut-Biron el 1753. Des del 1908 Auguste Rodin, amb altres artistes, va viure en aquest hotel. finalment, França va comprar l'edificació l'any 1911, mateix any que es va inaugurar amb el nom de Museu Rodin.